# امامزاده عبدالله (تویسرکان)
امامزاده عبداله مربوط به دوره صفوی است و در شهرستان تویسرکان، بخش مرکزی، دهستان حیقوق نبی، روستای آرتیمان، بقعه امامزاده عبدا واقع شده و این اثر در تاریخ ۱۵ دی ۱۳۸۷ با شمارهٔ ثبت ۲۴۳۲۷ به‌عنوان یکی از آثار ملی ایران به ثبت رسیده است.